# وودساید (کالیفرنیا)
وودساید، کالیفرنیا (به انگلیسی: Woodside, California) شهری کوچک در شهرستان سن ماتئو در کالیفرنیا در ایالات متحده آمریکا است. این شهر در شبه جزیره سانفرانسیسکو قرار دارد. جمعیت این شهر در سال ۲۰۱۰ حدود ۵۲۸۷ نفر تخمین زده شده‌است.